# Idskenhuizen
Idskenhuizen (fryz. Jiskenhuzen) – wieś położona w północnej Holandii, we Fryzji, w gminie De Fryske Marren. Do 2014 roku wieś znajdowała się na obszarze gminy Scharsterland. W 2023 roku miejscowość liczyła 500 mieszkańców.
Wieś po raz pierwszy wzmiankowana w 1495 roku jako Eesken hwsen, następnie pojawia się w źródłach w 1507 roku już jako Eeskenhuijssen.